# Wilhelm Eduard Weber
Wilhelm Eduard Weber (24. října 1804, Wittenberg – 23. června 1891, Göttingen) byl německý fyzik. Společně s Carlem Friedrichem Gaussem vynalezl elektromagnetický telegraf. Společně ho zkonstruovali roku 1833 na univerzitě v Göttingenu, kam Gauss Webera pozval roku 1831, aby se zde stal již v sedmadvaceti letech profesorem fyziky.
V mládí se věnoval zvláště akustice, ale nakonec, pod Gaussovým vlivem, napsal řadu významných prací zejména o elektromagnetismu, elektrických veličinách a geomagnetismu. Vybudoval dodnes platný systém elektrických měr. Roku 1856 spolu s Rudolfem Kohlrauschem nastolil tezi, že některé elektromagnetické jednotky se pohybují rychlostí světla, to velmi ovlivnilo Jamese Clerka Maxwella v jeho názoru, že viditelné světlo je příčné elektromagnetické vlnění.
Jeho jméno nese jednotka soustavy SI udávající magnetický indukční tok – weber. Roku 1859 získal Copleyho medaili, v roce 1879 Cotheniovu medaili.
I jeho dva bratři byli vědci, Wilhelm s nimi napsal některé společné práce. Starší bratr Ernst Heinrich Weber byl autorem tzv. Weber-Fechnerova zákona, mladší bratr Eduard Friedrich Weber byl fyziolog a Wilhelm spolu s ním studoval chůzi.